# ویلیام هنری تامپسون

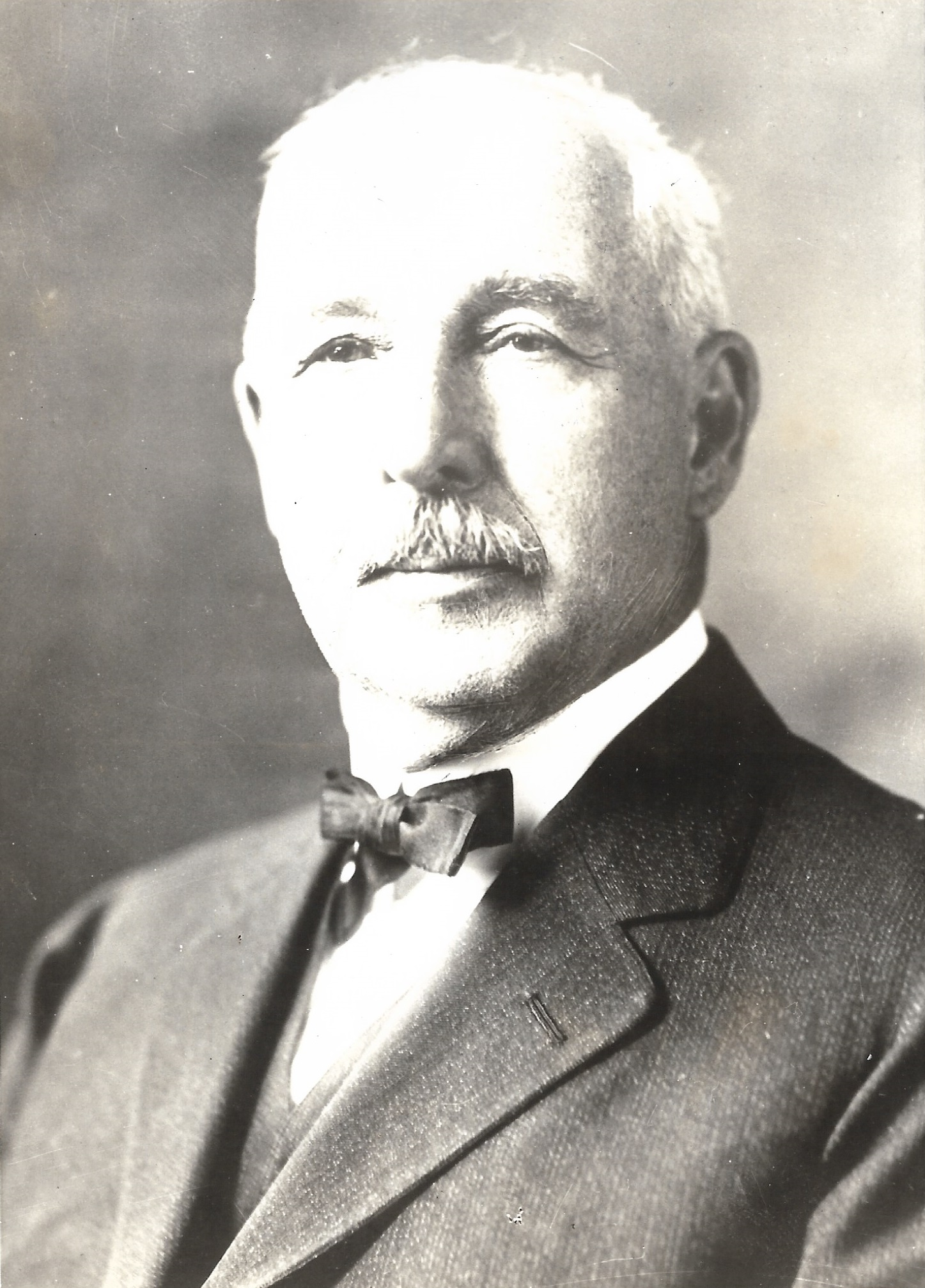
ویلیام هنری تامپسون (1853-1937) وکیل دادگستری در نبراسکا بود. او به عنوان دستیار قاضی دادگاه عالی نبراسکا و سناتور ایالات متحده خدمت کرد.

ویلیام هنری تامپسون (به انگلیسی: William Henry Thompson) سناتور سابق عضو حزب دموکرات ایالات متحده آمریکا بود. وی در سال ۱۹۳۳ تا ۱۹۳۴ میلادی سناتور ایالت نبراسکا در سنای ایالات متحده آمریکا بود.